# Marovo-Lagune
Koordinaten: 8° 29′ S, 158° 4′ O

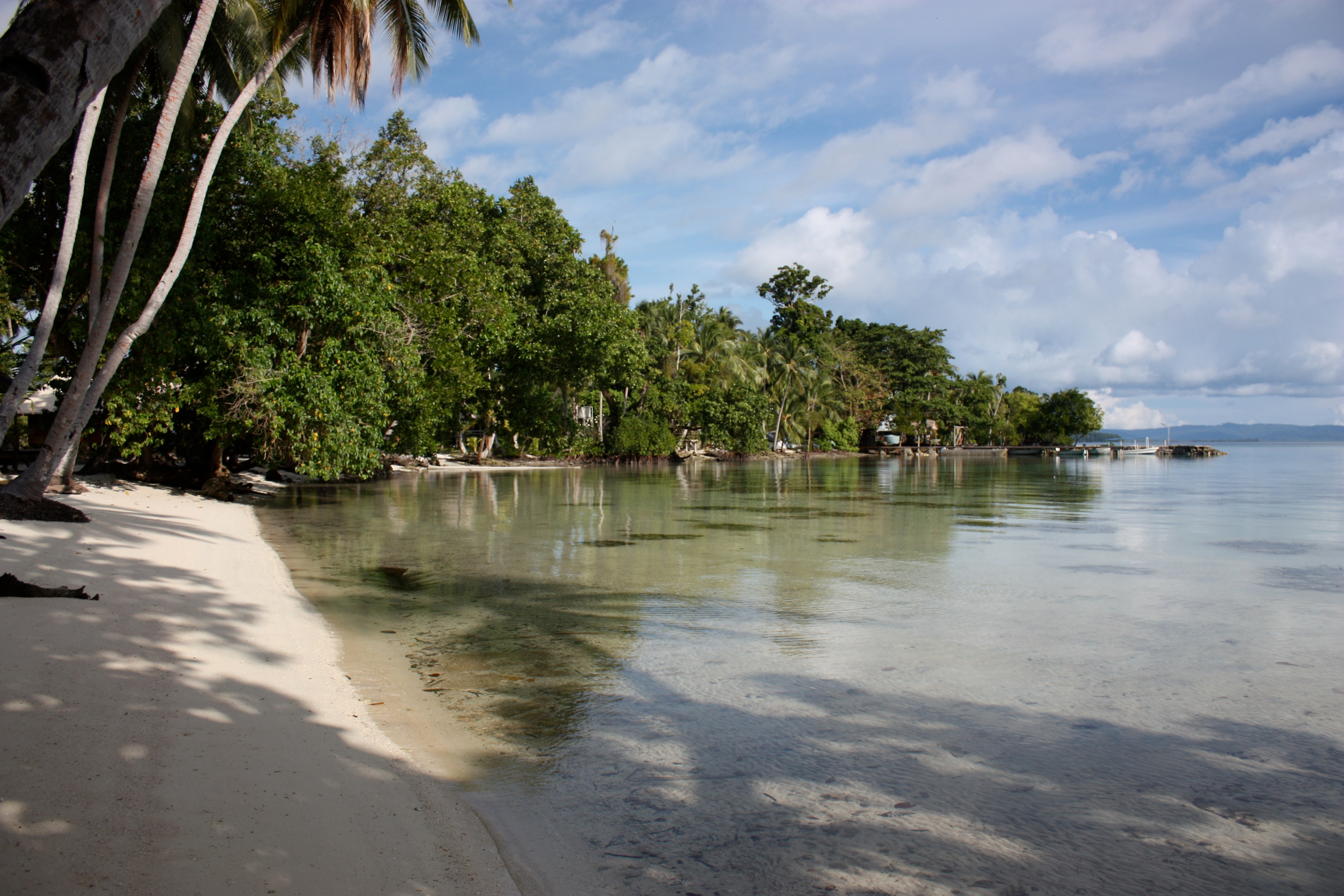
Blick auf Teile der Marovo-Lagune (2008)

Die Marovo-Lagune ist eine Salzwasserlagune, die zum salomonischen New-Georgia-Archipel gehört und nördlich der Insel Vangunu liegt. Die Lagune ist siebenhundert Quadratkilometer groß und mit einer Länge von hundertfünfzig Kilometern die größte Salzwasserlagune der Welt. Sie ist durch ein doppeltes Barriereriff geschützt. Zudem besitzt die Lagune eine hohe Korallen- und Fischvielfalt und ist damit ein beliebtes Ziel für Taucher.
Die Lagune ist Teil des Marovo-Tetepare-Komplexes, der auf der Tentativliste zur Aufnahme in die Liste der UNESCO-Welterben steht. Sichtungen des Indopazifischen Großen Tümmlers (Tursiops aduncus) in der Lagune wurden bestätigt.
Einige der Inseln sind bewohnt. Insgesamt leben etwa elftausend Einwohner in über fünfzig Orten. Sie sprechen die Sprache Marovo und haben eine Subsistenzwirtschaft, bei dem das Angeln eine besondere Rolle spielt.